# R Lacertae
R Lacertae är en pulserande variabel av Mira Ceti-typ  i stjärnbilden Ödlan. Stjärnan var den första i Ödlans stjärnbild som fick en variabelbeteckning.
Stjärnan varierar mellan magnitud +8,5 och 14,8 med en period av 299,86 dygn.

## Fotnoter
1. ↑  Variabelstjärnornas beteckningar börjar med bokstäverna R-Z, därefter A-Q , följt av RR-ZZ och AA-QQ, varefter de börjar betecknas med bokstaven V och ett ordningsnummer, från och med V335.